# 황소 (후한)
황소(黃邵, ? ~ 196년)는 중국 후한 말의 무장이다.

## 행적
여남, 영천에서 유벽(劉辟), 하의(何儀), 하만 등과 함께 수만의 무리를 이끌고 원술, 손견 등에 협력하였다.
196년 2월, 조조가 군대를 이끌고 오자 주둔해있던 조조의 둔영을 야습하였으나 곧바로 우금에게 격파당해 참수당했다.